# Chat forestier en France

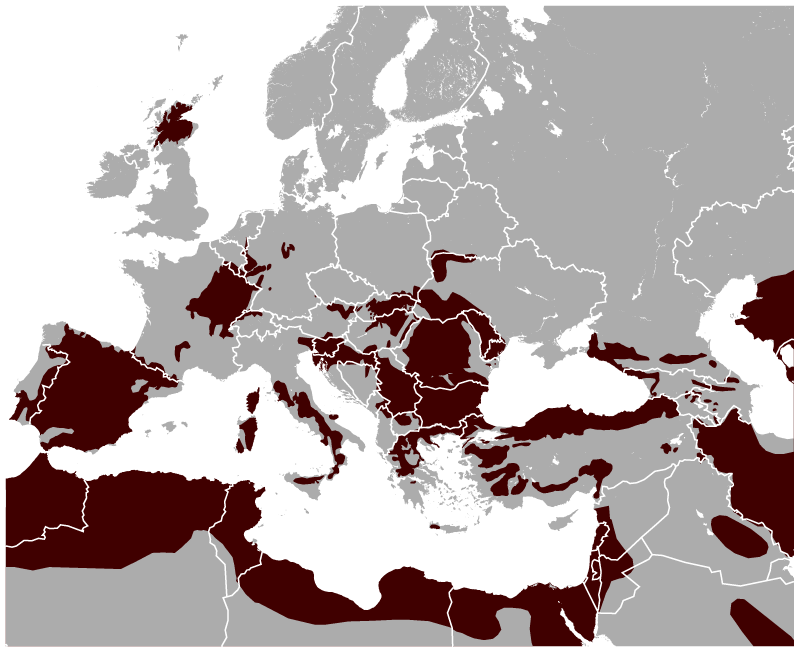
Répartition du chat sauvage en Europe en 2015. Les populations en France sont depuis en expansion et proches de se rejoindre.

Le Chat forestier en France est un félin sauvage autochtone de la France métropolitaine. Les spécimens français ne se différencient pas des Chats forestiers du reste de l'Europe, hormis en Corse où les rares individus présents feraient partie d'une autre sous-espèce, le Chat ganté.
La population est considérée comme en augmentation, avec une aire de répartition en expansion sur le grand quart nord-est de la France.

## Description

### Biométrie
Selon une étude réalisée sur 114 mâles et 72 femelles en France, le Chat forestier en France mesure 44 à 65 cm de long du bout du museau à la base de la queue pour les mâles et de 43 à 57 cm pour les femelles, la queue mesurant 21,5 à 34,5 cm pour les mâles et de 21,5 à 34 cm pour les femelles. Le poids est en moyenne de 5 kg pour les mâles (maximum 7,7 kg) et 3,5 kg pour les femelles (maximum 4,95 kg),. En Lorraine, le poids moyen des mâles étaient de 5,1 kg et celui des femelles de 4,1 kg. Ces dimensions sont dans la moyenne des Chats forestiers des autres pays d'Europe.
Des poids de neuf à treize kilogrammes donnés dans les vieux livres de biologie ou dans les livres de chasse sont non plausibles.
Sur 184 chats collectés lors d'une étude sur l'aire de répartition du Chat forestier, l'indice crânien était en moyenne de 2,33 ± 0,14 [1,90-2,65],.
| Sexe | n   | Longueur crânienne (mm) | Longueur crânienne (mm) | Longueur crânienne (mm) | Capacité crânienne (cm3) | Capacité crânienne (cm3) | Capacité crânienne (cm3) | Indice crânien | Indice crânien | Indice crânien |
|      |     | min                     | moy                     | max                     | min                      | moy                      | max                      | min            | moy            | max            |
| ---- | --- | ----------------------- | ----------------------- | ----------------------- | ------------------------ | ------------------------ | ------------------------ | -------------- | -------------- | -------------- |
| M    | 142 | 80,5                    |                         | 110,5                   | 32                       |                          | 47                       |                |                |                |
| F    | 72  | 78,5                    |                         | 97                      | 31                       |                          | 44                       |                |                |                |
| MF   | 146 | 78,5                    | 93,6                    | 110,5                   | 31                       | 38,5                     | 46                       | 2,09           | 2,44           | 2,75           |

La femelle met bas dans une tanière qui peut être un tas de bois, dans des troncs creux, dans des ronces ou encore dans des anfractuosités de rochers.

### Hybridation

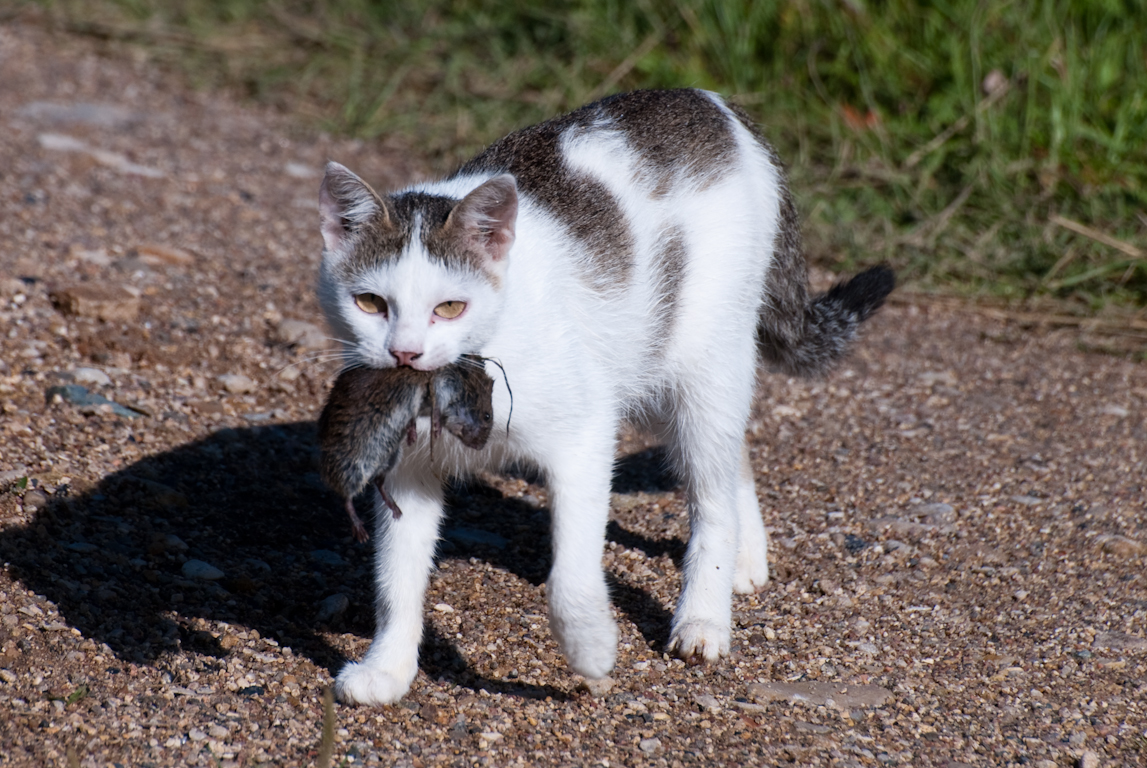
L'hybridation avec le chat domestique est avérée, cependant l'intégrité génétique du Chat forestier n'est pas altérée.

L'hybridation avec le chat domestique est avérée en France. Les deux sous-espèces du Chat sauvage sont sympatriques. L'hybridation produit des individus fertiles. Le Chat forestier étant autochtone en France et le chat domestique étant présent sur le territoire depuis la Rome antique, l'hybridation a pu se produire sur une très longue période. Quelques chats domestiques sont rapportés dès l'âge du Fer en France et l'apparition des premières populations de chats harets est supposée survenir entre le IVe siècle et le Ve siècle. Durant tout le Moyen Âge, les populations de chats harets sont considérées comme abondantes.
Cela pose des problèmes pour la conservation de l'espèce car une hybridation trop importante porte atteinte à l'intégrité de l'espèce. L'hybridation créant des individus aux caractères morphologiques ambigus, à mi-chemin entre populations sauvages et domestiques, il complique le travail d'identification des individus et, par voie de conséquence, la collecte d'informations scientifiques,. 
Des comparaisons génétiques entre plusieurs individus de l'aire de présence du grand quart Nord-Est ont montré que les populations de Chat forestier françaises ont gardé une intégrité génétique et morphologique. En effet, les analyses génétiques montrent un nombre plutôt élevé d'allèles spécifiques à l'une ou l'autre des populations (domestiques et sauvages), un déséquilibre de liaison faible principalement situé chez les hybrides, une diversité génétique comparable entre Chats forestiers et chat domestiques et une divergence génétique plutôt forte entre les deux groupes. L'indice de fixation fort montre une différence nette entre les deux populations. L'hypothèse selon laquelle les populations du Chat forestier sont en expansion grâce à un apport de l'hybridation avec le chat domestique semble invalidée en France, bien que les populations du Piémont pyrénéen doivent encore être testée,.
Les analyses ont montré que l'aire de présence du grand quart nord-est peut être divisée en deux sous-populations génétiquement distinctes séparées par l'autoroute A6 qui relie Paris à Lyon.

### Territoire
Il existe de fortes disparités concernant la taille du territoire du Chat forestier, qui varie considérablement selon la morphologie paysagère et la densité de proie. Dans le nord-est de la France, les mâles ont un territoire couvrant 3 à 8 km2 et les femelles 1,3 à 2,3 km2. Une étude réalisée en Artois montre une surface utilisée de 30 à 330 ha tous les jours, et, en une saison, entre 185 à 900 ha. 
Une étude réalisée en Lorraine dans les années 1980 a permis de suivre six femelles occupant un territoire stable de 184 hectares en moyenne. Celui des mâles de la même aire d'étude variait en revanche de 220 hectares à 1 270 hectares. Les plus grands territoires étaient occupés par des mâles résidents tandis que les plus petits appartenaient à des individus âgés ou au contraire jeunes,. Le territoire des mâles résidents recouvraient entre trois et six territoires de femelles. Du fait du recouvrement des territoires, des zones de chasses étaient exploitées en commun, parfois de façon simultanée. Le territoire des femelles se recouvre peu : celles-ci semblent se répartir l'espace disponible. Les déplacements circadiens montrent une relation directe entre la taille du territoire et la quantité de déplacements : un plus grand territoire demandant des temps de déplacements plus longs, voire des temps de patrouilles pour parcourir tout le territoire. Ainsi, les femelles visitaient l'ensemble de leur territoire avec des déplacements réguliers sur une moyenne de 5,2 km par jour. Les mâles ayant des territoires beaucoup plus grands ne pouvaient visiter l’ensemble de leur territoire qu'en plusieurs jours malgré des déplacements journaliers de 8,2 km en moyenne. Les femelles recourent régulièrement à des gites de repos, tout comme les mâles dotés d'un petit territoire.
En 1965, il est reporté une famille pour 200 à 250 ha de forêt, en Haute-Marne et deux sujets pour 300 ha dans les Vosges. Trois sujets pour 400 ha seraient présents dans les forets de résineux de Donon en Meurthe-et-Moselle au début des années 1980. En 1975, la densité de Chat forestier est estimée à 0,03 et 0,27 individus pour cent hectares dans le Bas-Rhin et entre 0,03 et 0,7 dans le Haut-Rhin,. Toutefois, du fait de la variabilité d'utilisation du territoire selon le sexe, l'âge, la saison et la disponibilité alimentaire, la densité de population peut varier fortement.
En 1977, des Chats capturés en Bourgogne et relâchés au pied du Jura suisse se sont déplacés de 15 km de leur lieu de remise en liberté dans une forêt du Gros-de-Vaud,.
Depuis 2020, une population de chat forestier (peu hybridée) est en essor dans de nombreux secteurs de la Montagne Noire (entre l'Aude et le Tarn) mais aussi dans le Razès.

### Alimentation

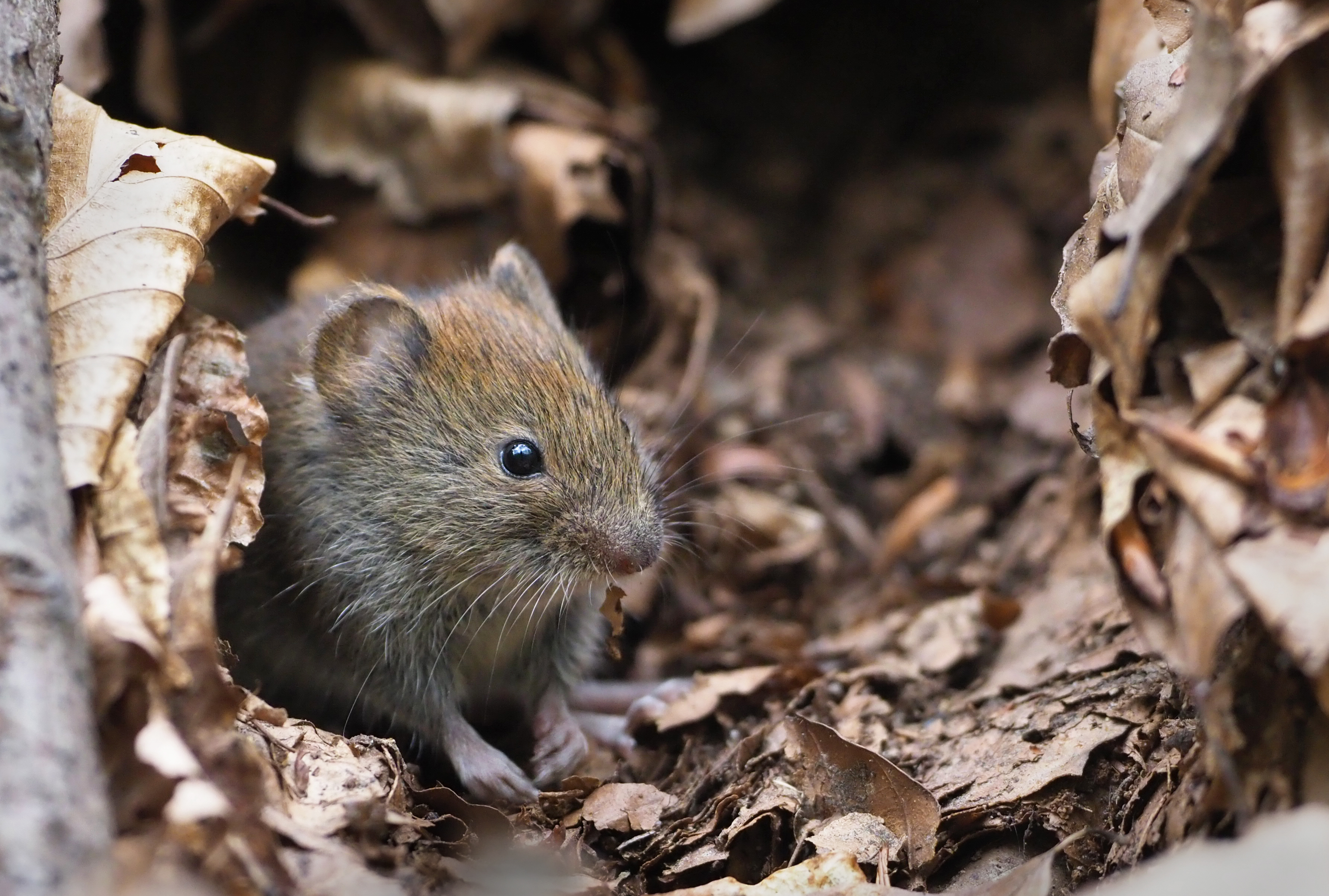
Les petits rongeurs, comme ce Campagnol des bois, forment l'essentiel du régime alimentaire du Chat forestier en France.

Le Chat forestier en France est avant tout un chasseur de rongeurs. Une étude dans le nord-est de la France réalisée sur 373 échantillons d'excréments, montre que le Chat forestier se nourrit essentiellement de campagnols de genre Microtus, de mulots de genre Apodemus, de Campagnols des bois (Myodes glareolus) et de Grand Campagnol (Arvicola amphibius). Dans une moindre mesure, les crottes contenaient également des restes de Loir gris (Glis glis), d'oiseaux et de Lièvre d'Europe (Lepus europaeus). D'autres études ont montré la très forte proportion de petits rongeurs (présence de rongeurs dans 88 à 97 % des fèces et estomacs analysés) dans le bol alimentaire du Chat forestier en France, même en cas de faible densité des proies. Les oiseaux, les amphibiens et les lièvres constituent les proies secondaires.
Une étude réalisée par Bruno Condé sur les contenus stomacaux de 139 individus a montré la présence de musaraignes, et notamment la Musaraigne commune (Sorex araneus), la Musaraigne pygmée (Sorex minutus) et des musaraignes du genre Crocidura. Plusieurs espèces de rats et campagnols ont été répertoriées comme le Rat noir (Rattus norvegicus), le Rat musqué (Ondatra zibethicus), le Campagnol des bois (Myodes glareolus), le Grand Campagnol (Arvicola amphibius), le Campagnol des champs (Microtus arvalis) et le Campagnol agreste (Microtus agrestis). Les oiseaux étaient des columbiformes, des galliformes et des passeriformes. Des poissons et des végétaux étaient également présents.
Des visites à des poulaillers sont rapportées ponctuellement. Par exemple, en 1962, un mâle de six kilogrammes a été capturé en Savoie après trois visites au cours desquelles il a tué cinq poules, sept lapins et deux dindes.

## Phylogenèse
|  | F. s. ornata |
|  |              |
|  | F. s. bieti  |
|  |              |

|  | F. s. lybica |
|  |              |
|  | F. s. catus  |
|  |              |

|  | F. s. ornata |
|  |              |
|  | F. s. bieti  |
|  |              |

|  | F. s. lybica |
|  |              |
|  | F. s. catus  |
|  |              |

|  | F. s. ornata |
|  |              |
|  | F. s. bieti  |
|  |              |

|  | F. s. lybica |
|  |              |
|  | F. s. catus  |
|  |              |

|  | F. s. ornata |
|  |              |
|  | F. s. bieti  |
|  |              |

|  | F. s. lybica |
|  |              |
|  | F. s. catus  |
|  |              |

|  | F. s. ornata |
|  |              |
|  | F. s. bieti  |
|  |              |

|  | F. s. lybica |
|  |              |
|  | F. s. catus  |
|  |              |

|  | F. s. ornata |
|  |              |
|  | F. s. bieti  |
|  |              |

|  | F. s. lybica |
|  |              |
|  | F. s. catus  |
|  |              |

|  | F. s. ornata |
|  |              |
|  | F. s. bieti  |
|  |              |

|  | F. s. lybica |
|  |              |
|  | F. s. catus  |
|  |              |

|  | F. s. ornata |
|  |              |
|  | F. s. bieti  |
|  |              |

|  | F. s. lybica |
|  |              |
|  | F. s. catus  |
|  |              |

La phylogenèse du Chat sauvage (Felis silvestris) est encore très débattue dans les milieux scientifiques. Les recherches génétiques récentes donnent le Chat sauvage comme une espèce polytypique à plusieurs sous-espèces, dont le Chat forestier (ou Chat sauvage d'Europe). L'ancêtre de l'espèce, souvent considéré comme Felis lunensis est présent en Europe au début du Pléistocène. Les premiers fossiles du Chat forestier deviennent communs à partir de la dernière période glaciaire.
Les données fossiles concernant les félins sont assez rares. La base de la lignée du Chat sauvage est probablement Felis lunensis dont des fossiles ont été datés du Villafranchien supérieur dans le gisement d'Olivola en Toscane,. Des formes intermédiaires entre F. lunensis et F. silvestris ont été découvertes dans des gisements du Pléistocène (Cromérien), notamment à Petralona en Grèce. La fin de la transition se situe durant le Holstein. Les dépôts de Felis silvestris sont communs à partir de la dernière période glaciaire.
En 1951, Pocock propose une classification de Felis silvestris en sept sous-espèces distinctes. Felis silvestris silvestris englobe alors toutes les populations françaises, des sous-espèces spécifiques existant pour le Royaume-Uni, le sud de l'Espagne, le sud et le centre de l'Italie, le sud de la Grèce, la Roumanie et la Russie. Un modèle plus simple est proposé en 1977 par Schauenberg où l'ensemble des sous-espèces d'Europe ne recouvre plus qu'une seule  Felis silvestris silvestris.
Le modèle génétique considère le Chat sauvage comme une espèce polytypique à cinq ou six sous-espèces, selon le statut accordé au chat domestique : le Chat forestier (F. silvestris silvestris), le Chat sauvage d'Afrique subsaharienne (F. s. cafra), le Chat orné (F. s. ornata), le Chat de Biet, le Chat ganté (F. s. lybica) et le chat domestique (F. s. catus),. Dans ce modèle, le point de divergence des sous-espèces du Chat sauvage est estimé à 230 000 ans.
En France, le Chat forestier dans la nature appartient essentiellement à la sous-espèce du Chat sauvage Felis silvestris silvestris, plus communément appelé Chat forestier. Des spécimens de la sous-espèce Felis silvestris lybica — le Chat ganté — sont présents en Corse.

## Aire de répartition
Le Chat forestier est un félin autochtone en France continentale. Durant l'Holocène, son aire de répartition couvre toutes les régions françaises,. L'aire de répartition de l'espèce s'est peut-être réduite et morcelée lors des changements climatique. Toutefois, à partir du Moyen Âge jusqu'au XIXe siècle, il est difficile de spécifier l'aire de répartition du félin. Il est généralement admis que son aire de répartition s'est réduite progressivement jusqu'au début du XXe siècle,, avec une accélération à partir du XVIIIe siècle ou au début du XIXe siècle, en raison de la déforestation importante depuis le Moyen Âge jusqu'au XIXe siècle et de la pression humaine. 
Comme dans de nombreux pays européens, le statut du Chat forestier s'est amélioré durant le XXe siècle. La recolonisation a probablement débuté après la Première Guerre mondiale. Dans l'Est de la France, l'extension s'est peut-être produite à partir des zones rouges de Lorraine, laissées en friche après 1918. Le Chat forestier a commencé à s'étendre en France après la Seconde Guerre mondiale. La diminution des activités de piégeages, la protection de l'espèce en 1979 et le reboisement du territoire a également contribué à l'accroissement des populations,. Alors considéré comme un nuisible, 500 à 1 000 Chats forestiers sont tués chaque année en Lorraine au début des années 1970. Le Chat forestier est piégé à la sortie du terrier. En Meuse par exemple, l'espèce était souvent tuée en gazant les terriers en hiver ou au fusil près des aires des rapaces où il aime se percher.
Dans les années 1990, le Chat forestier est considéré comme abondant en Lorraine, en Champagne-Ardenne, en Bourgogne et en Franche-Comté, du fait de la présence de massifs forestiers continus sur plusieurs centaines de kilomètres. On estime que les populations de Chat forestier de Lorraine et des Ardennes ont repeuplé le sud de la Belgique. L'aire du grand quart nord-est est déjà considérée comme une zone de premier plan pour la conservation de l'espèce en Europe.
Entre la première publication de l'aire de répartition du Chat forestier en France en 1984 et la seconde en 2008, le Chat forestier a recolonisé dix nouveaux départements dans l'Est de la France. Toutefois, il faut nuancer le propos en raison de la différence de moyens employés entre les deux études, la seconde ayant été beaucoup plus poussées que la première : avec un plus grand nombre d'observateurs, les chances de relever la présence du félin sont plus grandes. L'expansion est cependant certaine sur de nombreux départements et notamment le Loir-et-Cher, l’Indre, la Creuse, l’Allier, le Rhône et l’Ain.
En Corse, le Chat sauvage est rare et menacé. Deux individus sont observés en 1988 et une quinzaine de données dispersées sur l'île sont enregistrées dans l’Atlas des mammifères de Corse.
La France comprend l'une des plus importantes populations de Chat forestier en Europe. Deux aires de présence, couvrant une superficie d'environ 155 000 km2 en 2008 (soit 44 départements occupés, dont neuf à occupation marginale,), sont bien identifiées : le grand quart nord-est, où se situe la population la plus importante, et le Piémont pyrénéen. Les populations sont en nette augmentation. L'isolement de ces deux aires de population est suspectée mais reste à confirmer.
Le Chat forestier est absent du massif alpin, du pourtour méditerranéen (en dehors des départements de l'Aude et des Pyrénées-Orientales, associées au piémont pyrénéen, et du département de l'Hérault), de l’ouest et du sud-ouest de la France. Sur l'ensemble de ces régions, les preuves apportées (témoignages, photographies) ont toujours été insuffisantes pour valider la présence de l'espèce, et les preuves matérielles (dépouilles) ont été identifiées sans aucun doute comme des chats domestiques. Un seul spécimen vivant, capturé à Carignan-de-Bordeaux en Gironde le 5 janvier 1999, était un véritable Chat forestier, mais aucune population n'ayant été découverte dans cette région, sa présence n'était certainement pas d'origine naturelle. 
Des populations provençales ont été décrites par J.-M.-F Réguis en 1880, toutefois, celles-ci ne sont plus rapportées depuis la fin des années 1970 et pourraient être erronées. Ce signalement ancien du Chat forestier est noté dans la ZNIEFF du massif de l'Esterel. La synthèse bibliographique pour la mise en œuvre de la trame verte et bleue propose le sud-est de la France comme une zone de population résiduelle.
Dans les Alpes du Nord, en Haute-Savoie et en Savoie, des informations anciennes et authentifiées par Bruno Condé, puis par d'autres équipes, ont été relevées après 1960 et sont confinées au massif du Jura, ce qui corrobore d'autres études qui montrent que le félin n'est pas un mammifère des montagnes, et que l'enneigement est un facteur limitant de son expansion. Dans les Alpes du Sud, il n'a pas pu être démontré l'existence de populations à la frontière italienne.
Le grand quart nord-est constitue le noyau principal de population en Europe. Il est constitué d'un habitat de forêts, de plaines, de collines et de basses et moyennes montagnes, comme le Jura et les Vosges. L'aire de présence du grand quart nord-est s'étend en Belgique, au Luxembourg, en Suisse et en Allemagne dans les lands de Rhénanie-Palatinat et de Sarre,. Dans une étude menées entre 1990 et 2006, l'aire du grand quart nord-est, représentant 121 600 km2 est découpée en cinq secteurs :
- Le Nord-Est : cette zone comprend les régions de Bourgogne-Franche-Comté, du Grand Est — hormis l'ancienne région d’Alsace — et l'est du département de l'Ain[33]. Le chat forestier y est considéré comme commun dans 17 départements[33] représentant 101 600 km2 de superficie occupée[35]. La continuité des massifs forestiers et des bandes boisées dans ces régions forme un habitat très favorable à l'espèce et le Nord-Est représente « incontestablement le secteur d’intérêt majeur pour le chat forestier dans notre pays »[35].
- La bordure nord-est : il s'agit d'un prolongement de l'aire Nord-Est dans les départements du Bas-Rhin et du Haut-Rhin. Les plus fortes densités de Chats forestiers alsaciens s'observent en continuité du plateau lorrain dans le Bas-Rhin et en continuité des populations du Territoire de Belfort et de la Suisse dans les forêts du Sundgau et du Jura au sud du Haut-Rhin. Le Chat forestier est historiquement présent sur l'ensemble du massif vosgien, avec une préférence pour les altitudes moyennes (500 à 600 mètres) et une raréfaction au-dessus des 800 mètres. L'aire de répartition est discontinue dans les plaines alsaciennes où le couvert forestier est plus épart, toutefois les populations s'y sont renforcées[35].
- La bordure ouest et nord : il s'agit d'un prolongement de l'aire Nord-Est à l'ouest et au nord et qui couvre neuf départements : le Nord, l'Aisne, l'Oise, la Seine-et-Marne (extrême sud-est dans le Gâtinais, la présence du Chat forestier n'a cependant pas pu être confirmée en forêt de Fontainebleau[35]), l'Essonne, le Loiret, le Loir-et-Cher, le Cher et l'Indre[35]. La présence du Chat forestier y est plus fragmentée. Certaines populations sont implantées depuis plusieurs décennies (Aisne et Oise notamment) tandis que d'autres n'ont été confirmées que récemment : il s'agit d'une zone de recolonisation par rapport à l'enquête de 1984[35]. Dans le Nord, l'espèce réinvestit les forêts d'Ardenne, notamment dans la forêt de Trélon. Cette expansion est également documentée en Belgique[35]. La région Centre constitue la zone de repeuplement la plus dynamique[36]. Les départements du Loiret, du Loir-et-Cher et de l'Indre, qui ont probablement connu des moments où l'espèce était en grande précarité, sont des zones de reconquête, notamment dans les parties frontalières à la Bourgogne[35]. La présence du Chat forestier est confirmée dans plusieurs régions naturelles françaises du Centre-Val de Loire[36]. Ayant toujours été signalé en Puisaye et dans le Gâtinais, la présence de l'espèce est enregistrée dans l’Orléanais[36]. Dans le Pays-Fort, les populations se sont renforcées. La Sologne est en recolonisation depuis la fin des années 1980 (notamment dans le Loir-et-Cher). En Champagne berrichonne, le Chat forestier est bien représenté, notamment à l’est de Bourges, depuis la fin des années 1970[36]. Les zones boisées du Val d’Allier et du Val de Loire ainsi que la forêt de Tronçais ont toujours accueilli l'espèce. Des observations régulières ont été rapportées dans les secteurs boisés du Boischaut Sud et, en continuité de ce massif forestier, de la Brenne et du Boischaut Nord autour de Preuilly qui constituent la pointe occidentale de l'aire de répartition du grand quart Nord Est[36]. Au sud du département de l’Indre, le Chat forestier est présent de façon plus diffuse dans la Basse Marche jusqu'à Chaillac où se situe la dernière observation validée du Chat forestier[36]. De nombreuses zones forestières favorables sont présentes dans le Centre, notamment dans les régions de la Basse Marche, de la Gâtine du Sud et des Brandes où son arrivée est peut-être déjà effective[36].

- La bordure sud-ouest : il s'agit d'un prolongement de l'aire Nord-Est au sud-ouest qui couvre cinq départements : la Creuse, la Corrèze, le Puy-de-Dôme, l'Allier et le Cantal. Le chat forestier est signalé depuis longtemps au nord de l’Allier dans le Bocage bourbonnais et la Sologne bourbonnaise. Dans le milieu des années 1990, il semble s'être étendu sur le Val d'Allier et dans la montagne bourbonnaise. Il se distribue également dans la Combraille, où il atteint les départements de la Creuse et du Puy-de-Dôme, où il est présent dans la chaîne des Puys jusque dans l'Artense. Le Chat forestier a été signalé en 2005 à Bonnac (Cantal), frontalier à la Haute-Loire. Sa répartition est peut-être plus étendue, notamment en Haute-Loire. Dans la Creuse, le félin est présent dans la Basse Marche, la Châtaigneraie limousine et sur le plateau du Limousin[36]. Il existe peut-être des prolongements dans le nord-est de la Corrèze dans la haute vallée de la Dordogne. Le Chat forestier a été signalé sur le plateau de Millevaches. Sa présence en Haute-Vienne n'est pas confirmée, bien qu'elle soit jugée probable. Les zones de développement probables sont le nord de la Haute-Vienne, les monts d'Ambazac, l’extrême sud-est de la Haute-Vienne dans le canton d'Eymoutiers, ou au sud-ouest dans les forêts du bassin de Brive en Corrèze et, dans le Cantal, la bordure limousine[37].

- La bordure sud-est : elle concerne six départements : la Loire, le Rhône, l’Ain (ouest de l'Ain), l'Isère, la Haute-Savoie et la Savoie[37]. Ce secteur est une zone de présence du Chat forestier très localisée et souffrant d'un manque d'observations sur le terrain[37]. Dans la Loire et le Rhône, le félin se trouve au nord des départements de la Loire et du Rhône, en continuité avec les populations bourguignonnes de Saône-et-Loire. Les observations sont situées dans la région roannaise, les monts de la Madeleine et les monts du Beaujolais dans la Loire[37]. L'espèce n'est pas très abondante dans le Rhône, où elle se trouve uniquement dans le Beaujolais, de façon régulière depuis le milieu des années 1980[37]. Dans l'Ain, le Chat forestier est signalé dans l'est des Dombes depuis le début des années 1990, puis dans le centre dès la fin des années 1990. Dans l'Isère, la Haute-Savoie et la Savoie, l'espèce est rarement mentionnée et toujours en prolongement du relief jurassien de l'Ain, près des populations du Bugey (chaîne du Mont Tournier, gorges de Crossey, Monts du Chat)[37].

Le Piémont pyrénéen est une aire de présence moins étudiée, qui s'étend jusqu'au sud de l'Espagne et au Portugal,. L'aire de répartition française occupe environ 13 000 km2 de terrain. L'ensemble des six départements pyrénéens accueillent le Chat forestier : Pyrénées-Atlantiques, Hautes-Pyrénées, Haute-Garonne, Ariège, Pyrénées-Orientales et Aude. Signalé uniquement sur les reliefs, la présence n’est régulière que dans les piémonts, avec une raréfaction de l'espèce en altitude, qui n'est plus présente à partir de 1 700 à 1 800 mètres.
L’Office français de la biodiversité dans un communiqué du 01/12/2020 publie la découverte d'une population de chats forestiers dans la réserve nationale de chasse et de faune sauvage du Caroux-Espinouse dans le nord-ouest de l'Hérault. La présence, connue depuis 2014 par des pièges photographiques, a été prouvée par l'analyse génétique sur un cadavre en 2020.

## Protection de l'espèce
Le Chat forestier est protégé en France depuis 1979.
Le maintien d'un habitat favorable au Chat forestier figure parmi les enjeux de la conservation de l'espèce. Les zones boisées associées aux prairies naturelles ont en effet tendance à diminuer en raison des changements de pratique agricole. Les prairies tendent à disparaître au profit de grandes cultures et les lisières des zones boisées sont taillées afin d'optimiser la fauche mécanisée des prairies. Le Chat forestier est un habitant des lisières forestières, des prairies, des forêts éclaircies et des clairières de régénération. Il affectionne l'habitat rural regroupé.
L'urbanisation est très probablement un facteur limitant d'expansion du Chat forestier. L'espèce est connue pour éviter l'être humain et les études montrent que le Chat forestier évite l'habitat de type « Maisons et jardins », comme les villages, les friches ou les vergers. L'urbanisation est un facteur de fragmentation de l'aire de répartition de l'espèce.
La fragmentation de l'habitat est également un facteur accroissant le risque d'hybridation avec le Chat domestique.
Le Chat forestier étant un habitant des lisières de forêts, qui demande un habitat jugé complexe (mosaïque de plaines et zones boisées), il est jugé comme un indicateur d’un réseau boisé fonctionnel, possédant une forte diversité d'espèces.
Les collisions avec les véhicules routiers sont une cause importante de mortalité. En 1988, une étude a montré que sur l'ensemble des sujets décédés obtenus la collision routière est responsable à 34 %. Par ailleurs, le réseau routier est un facteur de fragmentation de l'habitat et de limitation de l’expansion de la recolonisation. Le passage par l'Île-de-France par exemple est vu comme infranchissable par certains auteurs. En termes de protection des accès routier, le Sétra recommande l'utilisation de clôtures à treillis soudé simple torsion avec rabat de dix centimètres, sur une hauteur de 1,80 m avec une maille de 30 par 30 mm. Le Chat forestier étant un animal autant sauteur que grimpeur, les arbres doivent être élagués afin d'éviter que les branches ne servent de support pour l'escalade. Des bioducs souterrains ou aériens doivent être aménagés afin de laisser un passage.

## Culture

### Recherche
Les premiers travaux sur le Chat forestier en France sont réalisés par Bruno Condé et Paul Schauenberg à partir des années 1960. Bruno Condé est considéré par la Société zoologique de France comme l'un des spécialistes du Chat forestier. Il entreprend un élevage provisoire en captivité à Velaine-en-Haye qui permit la collecte de nombreuses informations sur le comportement du Chat forestier. Au début des années 1980, il existe très peu d'études sur la vie du félin dans la nature et cette tendance est confirmée au début des années 1990, seules quelques synthèses bibliographiques sont publiées.
Toutefois, les travaux sur la répartition du Chat forestier sont peu nombreux. La première carte de répartition française est publiée en 1984 dans l’Atlas des mammifères sauvages de France de la Société française pour l'étude et la protection des mammifères (SFEPM) : elle permit une mise au point des connaissances sur le Chat forestier en France et de sa répartition entre 1950 et 1983, mais comportait des erreurs d'observations (notamment dans le pourtour méditerranéen, le sud du Massif central et quelques points du Massif alpin). Une dizaine d'études sur la répartition ont ponctuellement été réalisées entre les années 1980 et 2000, à des échelles régionales ou locales. 
À partir de 1995 jusqu'en 2003, une étude conjointe entre le CNRS de Lyon et l’ONCFS est menée pour mettre à jour la carte de répartition du Chat forestier en France. L'identification des individus est réalisée à partir du dessin du pelage et de mesure de la capacité crânienne. Les individus dont les dessins du pelage ou l'indice cranien étaient intermédiaires entre le Chat forestier et le chat domestique ont été classés comme « douteux » et n'ont pas été retenus dans l'étude. La collecte est essentiellement réalisée par des agents de l’ONCFS, des agents des services techniques des fédérations de chasse et des piégeurs d'associations de piégeurs agréés. Elle a également impliqué de façon plus rare des naturalistes, des agents de l’ONF, des parcs nationaux ou des parcs naturels régionaux. Une échelle d’évaluation de l'expérience de l'observateur et un niveau de preuve permet de juger la fiabilité de la remontée d'informations sur tout le territoire français. Le réseau obtenu a bénéficié de la mise en place des « carnets de bord petits carnivores » par l’ONCFS en 2001 qui permet de consigner toutes les observations de petits carnivores, vivants ou morts,. Entre 2004 et 2006, les données collectées par ce moyen ont été ajoutées aux informations précédemment obtenues.
En 1988, l'une des premières études sur l'organisation spatiale du Chat forestier est réalisée près de Nancy dans les années 1980. Les individus, souvent appâtés, sont capturés avec des chatières à double entrée ou au moyen de pièges à mâchoires modifiés, puis tranquillisés. Le suivi se fait par des colliers émetteurs.

### Relation avec l'être humain
« Doué d'une prodigieuse vigueur et de puissants moyens d'attaque, le Chat sauvage vit uniquement en carnassier, déchirant sans exception, tous les petits animaux qui se trouvent à sa portée. Il tue pour le plaisir de tuer ; remarquable grimpeur, il chasse jusqu'aux moindres oiseaux. Les lièvres, les lapins, les faisans, sont déchirés par sa griffe après des chasses patientes et sournoises, où le Chat sauvage étouffe le moindre bruit qui peut déceler sa présence. Pourtant, il y a des exemples de Chats sauvages s'attaquant à des faons et même à des hommes, quand ceux-ci le blessent imprudemment. Le Chat sauvage est vorace au point de s'attaquer même aux poissons, qu'il sait épier, tapi au bord des lacs ou des ruisseaux. Sa vie entière se passe ainsi en carnages successifs, coupés de lourds sommeils. »

— Description du Chat forestier dans un magazine de 1935
Les écrits naturalistes du XIXe siècle jusqu'au début du XXe siècle insistent fortement sur la férocité du chat sauvage, sur la difficulté de le tuer tant il est dangereux et sur l'impossibilité de l'élever en captivité. Les exagérations sur les dimensions du Chat forestier sont également nombreuses. À partir du milieu du XXe siècle, les premières études scientifiques, moins anthropocentriques, ont vraisemblablement permis d'inverser la mauvaise image du Chat forestier. Ainsi, Philippe Stahl et François Léger attribuent dans les années 1990 cette mauvaise réputation à l'attitude d'intimidation des félins en cas de menaces : oreilles rabattues, poils dressés et sifflements sont autant de manifestations effrayantes pouvant alimenter les rumeurs sur la sauvagerie de l'animal et sa taille démesurée. Cette situation a pu être aggravée par le fait que la majorité des observations étaient réalisées dans le cadre d'une élimination du Chat forestier comme un nuisible, ce qui a pu multiplier les situations de menaces, voire les attaques défensives.
En raison de l'augmentation des populations au cours du XXe siècle, des chasseurs et des écologistes ont pu imputer au Chat forestier la diminution du petit gibier ou d'oiseaux protégés. Si la prédation du félin sur ces espèces peut arriver, elles représentent une faible proportion de son régime alimentaire, et aucune étude ou observation n'a jamais pu confirmer l'impact négatif du Chat forestier.
La diminution des populations du Chat forestier est directement imputable au piégeage et à la destruction de son habitat notamment au cours du XIXe siècle. Le piégeage, souvent exécuté par les garde-chasse, était réalisé pour la vente de peaux. Dans le département de la Meuse, 500 à 1 000 Chats forestiers étaient tués annuellement avant la protection de l'espèce. La part de mortalité due aux activités humaines est difficilement évaluable car les décès de cause naturelle sont plus difficile à répertorier. Elle est usuellement considérée comme conséquente. Dans les années 1990, la mortalité due aux activités humaines se partageait à 46 % à cause du piégeage, 34 % à cause d'une collision routière et 19 % à cause de tirs.
Trois tentatives de réintroduction ont été réalisées en France dans les années 1980 sans succès.